# اللغة الشايانية
اللغة شايانية (Tsėhésenėstsestȯtse أو,  Tsisinstsistots) هي لغة السكان الأصليون في الولايات المتحدة لغة يتكلمها شعب شايان. غالبا الآن في ولاية مونتانا وأوكلاهوما في الولايات المتحدة .هي جزء من أسرة اللغات ألجونقويان . مثل كل لغات ألجونقويان وهي معقدة الصرف و الدمج.

## التصريف الصوتي
| شفتاني       | أسناني | لثوي غاري | طبقي | حنجري |   |
| ------------ | ------ | --------- | ---- | ----- | - |
| صامت انفجاري | p      | t         | k    | ‎ʔ‏     |   |
| صامت احتكاكي | v      | s         | ‎ʃ‏    | (x)   | h |
| صامت أنفي    | m      | n         |      |       |   |

| مصوت أمامي | مصوت مركزي | مصوت خلفي |
| ---------- | ---------- | --------- |
| حرف مصوت   | e          | o         |
| حرف مصوت   | a          |           |